# E8
Título a ser usado para criar uma ligação interna é E8.

O Gosset politopo dos 240 vetores do sistema de raízes

Em matemática, E8 é uma forma simples da Álgebra de Lie de 248 dimensões, a mesma notação é algumas vezes usada para as suas raízes.
O grupo E8 foi formulado entre os anos de 1888 e 1890 por Wilhelm Killing, embora não chegue a provar sua existência, a qual foi primeiramente demonstrada por Élie Cartan.
A denominação E8 provém da classificação de Killing e Cartan da complexa álgebra simples de Lie, que se divide em quatro famílias infinitas rotuladas An, Bn, Cn, Dn, e cinco casos excepcionais marcados E6, E7, E8, F4, e G2.
A álgebra E8 é a maior e mais complicada deste grupo, e é frequentemente a última a ter seus teoremas provados.

## Descrição básica
E8 possui rank 8 e 248 dimensões. Os vetores da raiz do sistema estão em oito dimensões, especificadas mais adiante neste artigo. O grupo Weyl de E8, que age como um grupo de simetria de máximo torus por meio do conjugado de funcionamento do grupo, é da ordem 696.729.600.
E8é o único dos grupos de Lie que sua não-trivial representação de menor dimensão é a representação adjunta (de 248 dimensões) sobre a álgebra de Lie que atuam em si mesma, é também o único que tem as seguintes três propriedades: centro trivial, simplesmente ligado, e simplesmente Laçado (todas as raízes têm o mesmo comprimento). Existe uma álgebra de Lie En para cada inteiro n maior ou igual a 3, que é dimensionalmente infinito se n for superior a 8.

## Forma Real
O complexo do grupo de Lie E8 de 248 dimensões complexas pode ser considerado como um simples grupo de Lie real de 496 dimensões, que é simplesmente ligado, tem o máximo compacto subgrupo de forma compacta E8, e tem um grupo de automorfismo ordem 2 gerado pelo conjugado complexo.
O grupo de Lie complexo tipo E8 possui três formas reais, todos de 248 dimensões reais, como segue:
- Uma forma compacta (que é caso normal se outra informação não é dada), que está simplesmente ligada e tem grupo automorfismo trivial afastado.
- Uma forma fracionada, que tem máximo subgrupo compacto Spin(16)/(Z/2Z), grupo fundamental de ordem 2, e uma não-algébricas dupla capa e tem grupo automorfismo trivial afastado.
- Uma forma, que tem subgrupo máximo compacto E7×SU(2)/(−1×−1), grupo fundamental de ordem 2, e uma  dupla capa não-algébrica e tem grupo automorfismo trivial afastado.

Para uma lista completa de formas reais simples da Álgebra de Lie, veja a lista de grupos de Lie simples.

## Representação da teoria
Os coeficientes da fórmula para representação de infinito dimensional irredutível de E8 dependem de grandes matrizes formadas por polinômios, os polinômios de Lusztig-Vogan, análogos de polinômios de Kazhdan-Lusztig introduzidos para reduzir grupos em geral por George Lusztig e David Kazhdan ( 1983). Os valores do primeiro polinômio de Lusztig-Vogan fornecem os coeficientes das matrizes referentes às representações padrão com as representações irredutíveis.
Essas matrizes foram calculadas após quatro anos de colaboração de um grupo de 18 cientistas matemáticos e informáticos, liderado por Jeffrey Adams, com grande parte da programação feita por Fokko du Cloux. O mais difícil caso é o desdobramento da forma real de E8, onde a matriz é de dimensão 453060 × 453060. O polinômio de Lusztig-Vogan para todos os outros grupos foi conhecidos há algum tempo, o cálculo para E8 é mais longo que em qualquer outro caso.
O anúncio do resultado, em Março de 2007, recebeu extraordinária atenção dos meios de comunicação social, para a surpresa dos matemáticos que trabalhavam nele.

## Construçao
Pode-se construir o (forma compacta) grupo E8 como o grupo automorfismo do correspondente e8 álgebra de Lie. Esta álgebra tem subálgebra 120-dimensional gerada pela Jij, bem como 128 novos geradores Qa que transformam um Weyl-Majorana spinor de spin(16).
Estas declarações determinam os comutadores
{\displaystyle [J_{ij},J_{k\ell }]=\delta _{jk}J_{i\ell }-\delta _{j\ell }J_{ik}-\delta _{ik}J_{j\ell }+\delta _{i\ell }J_{jk}}
bem como
{\displaystyle [J_{ij},Q_{a}]={\frac {1}{4}}(\gamma _{i}\gamma _{j}-\gamma _{j}\gamma _{i})_{ab}Q_{b},}
enquanto os restantes comutadores (não anticommutator!) são definido como
{\displaystyle [Q_{a},Q_{b}]=\gamma _{ac}^{[i}\gamma _{cb}^{j]}J_{ij}.}
É então possível verificar que a identidade Jacobi está satisfeita.